# Julius Pommer
Julius Pommer (* 25. Oktober 1853 in Riet; † 15. März 1928 in Cannstatt) war ein deutscher Verwaltungsbeamter.

## Leben
Julius Pommer, Sohn eines evangelischen Pfarrers, studierte Regiminalwissenschaft an der Eberhard Karls Universität Tübingen. 1872 wurde er Mitglied des Corps Borussia Tübingen. 1879 legte er die 1. und 1880 die 2. höhere Dienstprüfung ab. 1882 wurde er Amtmann beim Oberamt Vaihingen und war zugleich stellvertretender, ab 1887 wirklicher Amtmann beim Oberamt Neuenbürg. 1891 wurde er Kanzleihilfsarbeiter bei der Regierung des Donaukreises in Ulm und 1892 Oberamtsverweser beim Oberamt Tettnang. Noch im gleichen Jahr wurde er zum Oberamtmann des Oberamts Saulgau ernannt. Von 1896 bis zu seiner Pensionierung 1918 war er Oberamtmann des Oberamts Esslingen, wobei er 1901 zum Regierungsrat, 1907 zum Kollegialrat und 1917 zum Oberregierungsrat ernannt wurde.
Bis 1892 hatte Pommer in der Landwehr gedient, zuletzt als Sekondelieutnant. Er gehörte dem Vorstand des Bezirkswohltätigkeitsvereins und des württembergischen Landesvereins zum Roten Kreuz an. Von 1897 bis 1899 war er Mitglied im Esslinger Zwölferkranz.

## Auszeichnungen
- Orden der Württembergischen Krone
- Ritterkreuz 1. Klasse des Friedrichs-Orden, 1905
- Karl-Olga-Medaille in Silber
- Landwehrdienstauszeichnung
- Ehrenmitglied des Corps Borussia Tübingen[1]